# Gràcia-Rambles
Gràcia-Rambles: setmanari humorístic va ser un setmanari publicat per primer cop el 17 de març del 1934 amb un exemplar de 8 pàgines a 30 cèntims. La revista va sorgir inspirant-se en l'estil d'altres revistes satíriques com El Be Negre de Josep M. Planas amb un esperit reivindicatiu i satíric. El seu nom fa referència al tramvia 21 que feia la ruta des de Gràcia fins a Barcelona ciutat, de fet al seu primer número apareix una historieta en vinyetes que té el tramvia com a protagonista.

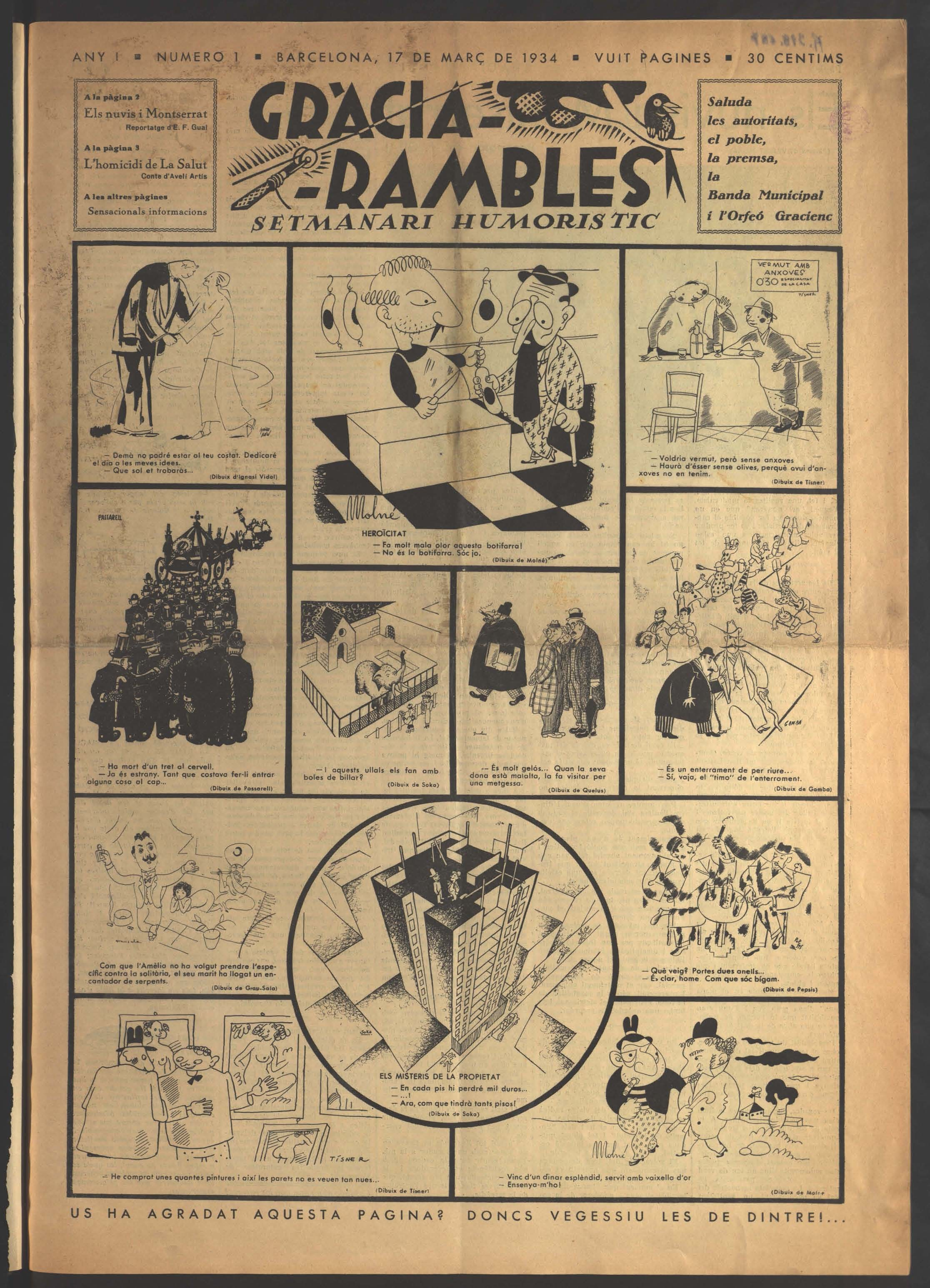
Portada del primer número de Gràcia-Rambles: Setmanari humorístic 17-03-1934

## Història
El setmanari no té una història gaire extensa, ja que la vida d'aquest projecte és molt curta, de tan sols 5 publicacions entre el 17 de març del 1934 i el 14 d'abril del 1934, és a dir, menys d'un mes. Durant aquest temps la revista va mantenir un estil idèntic en format excepte l'últim número que va passar a costar 20 cèntims i contenia tan sols 4 pàgines impreses en color vermell i negre. Les seves mides també van canviar de 51x36 a 59x44.
En un inici van tenir molt bona acceptació pels compradors tal com podem observar a la segona pàgina del primer número amb una nota d'agraïment als lectors per les felicitacions rebudes a més de constants notes a les edicions següents parlant de la seva repercussió i bon rumb, així com l'anunci a l'última publicació que per fi havien trobat el format definitiu del setmanari, la qual cosa fa encara més estranya la seva sobtada desaparició.
Malgrat tot hi ha algunes dades que poden ser importants per endevinar el seu destí final, la primera és que va canviar 3 cops l'adreça de redacció (Canuda 3, Aribau 55 i ronda de Sant Pau 42) i 2 cops la de la impremta (Aribau 55 i Aribau 7). En segon lloc cal apuntar que les seves revistes contemporànies tampoc no duren gaire com és el cas d'El Lliri Blanc, El Blanquinós i Crítica, ja que arran del final de l'etapa de moderació de la dictadura de Primo de Rivera la premsa catalana augmenta considerablement i, per tant, la competència entre revistes. I per acabar, la situació política del moment, ens trobem enmig del Bienni Negre de Lerroux i la CEDA que van comprometre la competència de l'autonomia catalana. La reacció de la generalitat va ser trencar relacions amb Madrid i Lluís Companys va proclamar l'Estat Català dins de la república espanyola, la qual cosa va ser reprimida pel govern central en què es va conèixer com els Fets d'octubre. En aquest ambient, el govern de dretes va posar el focus a les publicacions satíriques com per exemple El Be Negre o el Cu-Cut que va estar 2 setmanes sense publicar arran dels disturbis del 6 d'octubre del 1934.
De fet al segon número de la revista es fa un acudit respecte a la situació a la part inferior dreta de la segona pàgina on s'adrecen als lectors per explicar que no han de témer les escomeses dels agents controlats pel senyor Vàchier per comprar Gràcia-Rambles. Aquest senyor Vàchier és un joc de paraules creat fent un calc del francès va chier que en català significa vés-te'n a la merda.

## Relació de directors i col·laboradors
No hi ha informació concreta sobre els directors del diari, ja que els treballs eren anònims o signats sota pseudònims, entre aquests, però podem destacar col·laboradors tan cèlebres com E. F. Gual, Avel·lí Artís-Gener, Jaume Passarell, Pere Mialet o Cecili Gasòliba en l'apartat de redacció. Pel que fa als dibuixos també hi ha noms coneguts com és el cas de Soka, Grau Sala, Quelus, Clapés, Ignasi Vidal, Roca, Guasp o el mateix Tísner.

## Contingut
Com indica el seu nom Gràcia-Rambles era un setmanari humorístic que obria cada setmana amb vinyetes satíriques de diversos artistes a la portada, però entre les seves pàgines no només acollia aquesta secció sinó que feia una lectura particular de l'actualitat en forma d'intervius, reportatges i notícies les quals eren escrites amb un toc d'humor típic de la revista, un exemple és el reportatge El veí de Gràcia de 88 anys que mai havia estat a Barcelona on se'ns presenta una entrevista amb el senyor Joan Claramunt i Roig, una persona tan singular que costa saber si el que s'escriu és real o una broma. A més a més cada número tenia dedicada una part per fer comunicats als lectors anomenada Gràcia-Rambles i viceversa que també servia per fer comèdia o sàtira d'esdeveniments actuals habitualment relacionats amb la política.
Una altra secció era A través de la finestrella on es feia un repàs de l'actualitat cultural i esportiva de la setmana respecte d'espectacles de cinema, teatre, art o esports diversos.
També, a partir del 3r número publicat van iniciar un consultori on es contestaven preguntes dels lectors de diversa índole, moltes de les quals eren absurdes o còmiques.
Per acabar, cal puntualitzar les dues seccions que representen els punts forts i diferencials del setmanari. En primer lloc la secció de contes, on els escriptors recuperaven una tradició literària catalana oblidada pel que fa a la premsa nacional. Aquests contes tractaven temes diversos de la societat del moment com per exemple l'adulteri o les tradicions socials com el casament, per tant no eren contes infantils. Un exemple és el primer conte anomenat L'homicidi de la salut escrit per Tísner que parla d'un home que surt de la presó i li explica a una persona que el seu delicte va ser assassinar a trets un home que es va enllitar amb la seva dona.
En segon lloc cal esmentar la secció Els mestres de l'humor que cobria l'última pàgina de cada número i que feia un homenatge a diferents humoristes difunts així com compartir part de la seva obra. Els personatges que aparegueren van ser Tomàs Padró, Juan Gris, Georges Delaw i Jules Dépaquit.